# 알베르토 비곤
알베르토 "알베르티노" 비곤(이탈리아어: Alberto "Albertino" Bigon, 1947년 10월 31일, 베네토 주 파도바 ~)은 이탈리아의 전 축구 선수이자 감독으로 현역 시절 미드필더 혹은 공격수로 활동했다.

## 선수 경력

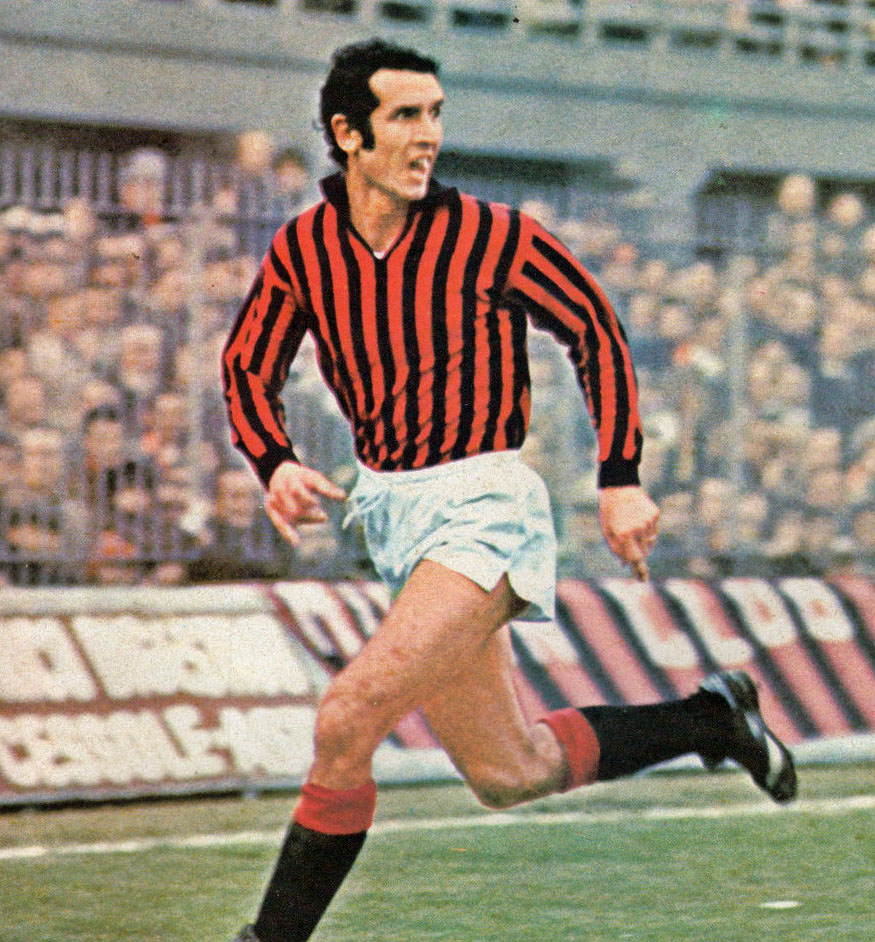
1974-75 시즌, 산 시로에서 활약하는 밀란의 비곤.

파도바 출신인 비곤은 고향 파도바에서 축구를 시작했다. 그는 1967년에 SPAL 소속으로 세리에 A 신고식을 치렀고, 1971년부터 1980년까지 밀란에서 전성기를 보냈다. 그는 밀란에서 218번의 리그 경기에 출전해 56골을 기록했고, 1979년에는 세리에 A 우승을 거두었고, 같은 시기 코파 이탈리아를 3번(1972, 1973, 1977), 컵위너스컵을 1번(1973) 우승했다. 그는 밀란의 주장을 역임하기도 했다. 비곤은 라치오와 비첸차에서 2년씩 활약하고 1984년에 현역 은퇴를 선언했다.

## 경기 방식
비곤은 전술적 지능이 높은 공격형 미드필더로 깡마른 체구에 골 결정력이 있어 공격수로도 활약할 수 있었다.

## 감독 경력
비곤이 처음 지도한 구단은 레지나로 1986-87 시즌에 지휘했고, 뒤이어 1987년에 체세나 감독으로 취임했다. 그는 1989년까지 체세나 감독이었고, 이어 디에고 마라도나를 보유한 나폴리의 감독이 되었다. 그는 1년차에 나폴리를 세리에 A 정상으로 이끌었는데, 이는 나폴리 역사상 2번째 리그 우승이었다. 그는 뒤이어 같은 해 수페르코파 이탈리아나 우승도 이끌었다. 그는 1991년에 8위의 부진한 성적을 거두고 마라도나가 나폴리를 떠날 때 같이 구단을 떠났다. 그는 뒤이어 하위권의 레체(세리에 B), 우디네세(세리에 A, 플레이오프전 끝에 잔류 확정), 그리고 아스콜리(세리에 B) 감독을 맡았다. 1996년, 그는 스위스의 시옹 감독으로 취임해 구단 역사상 2번째 스위스 슈퍼리그 우승을 거두었다. 비곤은 페루자 지휘봉을 잡으며 세리에 A 무대 귀환을 노렸지만 큰 성과를 거두지 못했다. 1999년 11월, 그는 그리스의 올림피아코스 감독이 되었으나, 2000년 4월 10일에 리그 1위에 오르고도 해임되었다.
7년 동안 무직이었던 비곤은 2007년 2월에 이전에 지휘했던 시옹의 감독으로 취임하면서 현장에 복귀했다.
2008년 8월, 그는 슬로베니아 인터블록 감독이 되었다. 그러나, 그의 임기는 오래가지 못했는데, 비곤은 2008년 9월에 본인의 건강 문제로 구단과 상호 계약 해지했다.

## 수상

### 선수
밀란
- 세리에 A: 1978–79
- 코파 이탈리아: 1971–72, 1972–73, 1976–77
- 유러피언 컵위너스컵: 1972–73

### 감독
나폴리
- 세리에 A: 1989–90
- 수페르코파 이탈리아나: 1990

시옹
- 스위스 슈퍼리그: 1996–97
- 스위스컵: 1996–97

올림피아코스
- 수페르리가 엘라다: 1999–2000

### 개인
- 특별 황금벤치상: 1997
- 밀란 명예의 전당[3]